# Psychotria longissima
Psychotria longissima är en måreväxtart som beskrevs av Eduardo Quisumbing y Argüelles och Elmer Drew Merrill. Psychotria longissima ingår i släktet Psychotria och familjen måreväxter. Inga underarter finns listade i Catalogue of Life.